# NGC 5432
NGC 5432 je dvojna zvijezda u zviježđu Djevici. 

## Vanjske poveznice
- (engl.) SEDS: NGC 5432
- (engl.) Revidirani Novi opći katalog
- (engl.) Izvangalaktička baza podataka NASA-e i IPAC-a
- (engl.) Astronomska baza podataka SIMBAD
- (engl.) VizieR
- DSS-ova slika NGC 5432  Arhivirana inačica izvorne stranice od 8. ožujka 2016. (Wayback Machine)